# James Mason (acteur américain)
Ne doit pas être confondu avec l'acteur britannique James Mason
Pour les articles homonymes, voir James Mason.
James Mason, dit Jim Mason, est un acteur américain né le 3 février 1889 à Paris (8e arrondissement), et mort le 7 novembre 1959 à Hollywood (Californie).
Il commença sa carrière au cinéma muet. Mason est apparu dans 200 films entre 1914 et 1952, souvent en tant que méchant ou homme de main dans les westerns, et a parfois été crédité sous le nom de Jim Mason. Il a tenu une performance mémorable dans le film Satan sorti en 1920, dans le rôle du criminel toxicomane qui tire sur le personnage de Lon Chaney, dans les derniers instants du film.

## Biographie
James Pier Mason est né à Paris le 3 février 1889, de parents américains temporairement à Paris, James Kent Mason et Kate Evelyn Pier. Ceux-ci étaient originaires de Manhattan, à New York, et sont retournés aux États-Unis après la naissance de James.
Mason est décédé à Hollywood, en Californie, d'une crise cardiaque, le 7 novembre 1959.

## Filmographie partielle

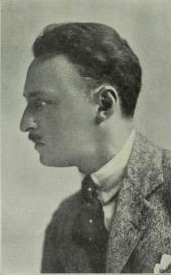
Mason en 1922, pour Camera magazine.

- 1916 : Paria de la vie (The Good Bad Man) de Allan Dwan : un bandit
- 1918 : Headin' South de Allan Dwan et Arthur Rosson : l'assistant
- 1918 : Le Vengeur (The Border Wireless) de William S. Hart : Carl Miller
- 1918 : Le Mari de l'Indienne (The Squaw Man) de Cecil B. DeMille : Grouchy
- 1920 : Satan (The Penalty) de Wallace Worsley : Frisco Pete
- 1920 : L'amour a-t-il un maître ? (Something to Think About) de Cecil B. DeMille : Country Masher
- 1920 : La Galère infernale (Godless Men) de Reginald Barker : 'Red' Pawl
- 1921 : Le Vertige (Two Weeks with Pay) de Maurice S. Campbell : Montague Fox
- 1921 : Hurle à la mort (The Silent Call) de Laurence Trimble :  Luther Nash
- 1923 : Faut pas s'en faire (Why Worry?) de Fred C. Newmeyer et Sam Taylor : Jim Blake
- 1923 : Scars of Jealousy de Lambert Hillyer : Zeke Jakes
- 1924 : Cœur de chien (Black Lightning) de James Patrick Hogan : Jim Howard
- 1924 : Le Vagabond du désert (Wanderer of the Wasteland) de Irvin Willat : Guerd Larey
- 1926 : The Phantom of the Forest de Henry McCarty : Walt Mingin
- 1926 : Pour l'amour du ciel (For Heaven's Sake) de Sam Taylor : le gangster
- 1927 : Quelle averse ! (Let It Rain) de Edward F. Cline : un escroc
- 1927 : Sur la piste blanche (Back to God's Country) de Irvin Willat : Jacques Corbeau
- 1928 : Un soir à Singapour (Across to Singapore) de William Nigh : Finch, le second
- 1934 : Un rude cow-boy (The Dude Ranger) de Edward F. Cline :  Hawk Stevens